# Japan Open de 2007
O Japan Open de 2007 foi a sexta edição do Japan Open, um evento anual de patinação artística no gelo organizado pela Federação Japonesa de Patinação. A competição foi disputada no dia 29 de abril, na cidade de Saitama, Japão.

## Eventos
- Equipes (Individual masculino + Individual feminino)

## Medalhistas
| Evento           | Ouro                                                          | Prata                                                              | Bronze                                                                                |
| Equipes detalhes | Nobunari Oda Takahiko Kozuka Mao Asada Miki Ando Equipe Japão | Alexei Yagudin Brian Joubert Kiira Korpi Sarah Meier Equipe Europa | Jeffrey Buttle Todd Eldredge Joannie Rochette Kimmie Meissner Equipe América do Norte |

## Resultados

### Individual masculino
| Pos. | Nome            | Nacionalidade  | Pontos |
| ---- | --------------- | -------------- | ------ |
| 1    | Nobunari Oda    | Japão          | 150.59 |
| 2    | Jeffrey Buttle  | Canadá         | 140.73 |
| 3    | Brian Joubert   | França         | 132.76 |
| 4    | Takahiko Kozuka | Japão          | 132.76 |
| 5    | Alexei Yagudin  | Rússia         | 128.43 |
| 6    | Todd Eldredge   | Estados Unidos | 117.52 |

### Individual feminino
| Pos. | Nome             | Nacionalidade  | Pontos |
| ---- | ---------------- | -------------- | ------ |
| 1    | Miki Ando        | Japão          | 112.65 |
| 2    | Sarah Meier      | Suíça          | 111.29 |
| 3    | Joannie Rochette | Canadá         | 107.78 |
| 4    | Mao Asada        | Japão          | 101.47 |
| 5    | Kiira Korpi      | Finlândia      | 98.63  |
| 6    | Kimmie Meissner  | Estados Unidos | 92.78  |

### Final
| Pos.              | Nome                    | Pontos |
| ----------------- | ----------------------- | ------ |
| Medalha de ouro   | Equipe Japão            | 497.47 |
| Medalha de prata  | Equipe Europa           | 471.11 |
| Medalha de bronze | Equipe América do Norte | 458.81 |